# Lophostoma brasiliense
Lophostoma brasiliense (tidigare Tonatia brasiliense) är en fladdermusart som först beskrevs av Peters 1867.  Lophostoma brasiliense ingår i släktet Lophostoma och familjen bladnäsor. Inga underarter finns listade i Catalogue of Life.

## Utseende
Arten är med en kroppslängd (huvud och bål) av 42 till 61 mm, en svanslängd av 8 till 13 mm, med 34 till 40,5 mm långa underarmar och med en vikt av 7 till 10 g en av de minsta medlemmar i släktet Lophostoma. Bakfötterna är 9 till 12 mm långa och öronens längd är 19 till 25 mm. Det finns inga skillnader i storleken och pälsfärgen mellan hannar och honor. Typisk är stora avrundade öron som är sammanlänkade med en hudremsa på hjässan. Den långa och mjuka pälsen på ovansidan består av hår som är vita nära roten och annars bruna. På undersidan förekommer lite ljusare brun päls. Nosen är nästan naken och på övre läppen finns strukturer som liknar vårtor och som bildar ett U. Endast en liten del av svansen ligger utanför svansflyghuden. Liksom hos alla arter av samma släkte är tandformeln I I 2/1, C 1/1, P 2/3, M 3/3, alltså 32 tänder i tanduppsättningen. Kännetecknande för hela släktet är hudflikar på näsan med en spjutformig uppsats. Hos liknande arter av släktet Micronycteris bildar "våtorna" på överläppen en V och i underkäken finns två framtänder per sida.

## Utbredning
Denna fladdermus förekommer från södra Mexiko till centrala Bolivia och Amazonområdet i Brasilien. Habitatet utgörs av regnskogar och av fuktiga lövfällande skogar. Arten besöker även trädodlingar. Den hittas ofta i regioner med eukalyptusträd.

## Ekologi
Individer hittades vilande i termitstackar. De äter insekter och kanske frukter samt pollen. I Costa Rica hittades i februari och april dräktiga honor. Ett näste var 65 cm brett, 25 cm djupt och 65 cm högt. Lophostoma brasiliense börjar jakten på ganska stora leddjur som skalbaggar och fjärilar tidig under skymningen. I Centralamerika ger honan fram till juni di. Hannar visar även i september/oktober tecken för fortplantning. I Sydamerika finns en parningstid under regntiden och en annan under den torra perioden.

## Hot
Regionala bestånd påverkas av skogsröjningar. Hela populationen bedöms som stabil. IUCN listar arten som livskraftig (LC).